# Београдско пролеће 2025.
Београдско пролеће 2025. српски је такмичарски фестивал забавне и популарне музике. Фестивал је био одржан 24. априла 2025. године у београдској МТС дворани.
Организатор овог издања фестивала је МТС дворана, док су стратешки партнери Блиц ТВ и Накси радио. Генерални спонзор била је UniCredit банка. Сав приход од продатих улазница намењен је у хуманитарне сврхе.
Водитељи манифестације били су српски глумци Нађа Дулић и Матија Илић. Директан пренос је емитован на Блиц ТВ.

## Конкурс за такмичарске нумере
Конкурс за такмичарске нумере трајао је од 5. фебруара до 20. марта 2025. године.
На конкурс је пристигло близу 200 нумера. Одабир осамнаест које ће се такмичити вршила је селекторска комисија у саставу:
- Маја Раковиц, власница и главна и одговорна уредница Накси радија;
- Иван Илић, музички уредник Београдског пролећа;
- Бранко Кланшчек.

Списак изабраних песама објављен је 2. априла 2025. на конференцији за медије. Милан Бујаковић и Бојан Маровић су по трећи пут учествовали на овом фестивалу као интерпретатори, а Ђоле Боем, Ана Петан и Борис Режак по други пут.

### Изабране нумере
| #   | Извођач           | Песма                 | Композитор                                | Текстописац                               | Аранжер                             |
| --- | ----------------- | --------------------- | ----------------------------------------- | ----------------------------------------- | ----------------------------------- |
| 1.  | Борис Режак       | После нас             | Борис Режак                               | Борис Режак                               | Марко Милатовић, Владан Поповић Поп |
| 2.  | Милан Бујаковић   | Сториа                | Сергеј Ћетковић                           | Сергеј Ћетковић                           | Душан Алагић                        |
| 3.  | Санди Ценов       | Остат ћу господин     | Анте Пецотић                              | Анте Пецотић, Санди Ценов                 | Махир Сарихоџић                     |
| 4.  | Марко Вукес       | Храброст              | Марко Вукес                               | Невена Вукес                              | Лука Ковачић                        |
| 5.  | Дадо Топић        | Слободан човјек       | Брано Ликић                               | Брано Ликић                               | Брано Ликић                         |
| 6.  | Нено Мурић        | Дај да будем твој     | Невена Буча, Јелена Буча, Владимир Узелац | Невена Буча, Јелена Буча, Владимир Узелац | Душан Алагић                        |
| 7.  | Наташа Михајловић | Нема назад            | Наташа Михајловић                         | Наташа Михајловић                         | Адис Сирбубало                      |
| 8.  | Фамос             | Хад                   | Немања Илић, Ђорђе Војиновић              | Марко Митровић                            | Александар Седлар                   |
| 9.  | Бојан Маровић     | Идем, одлазим         | Душан Алагић                              | Душан Алагић                              | Душан Алагић, Душан Крсмановић      |
| 10. | Ђоле Боем         | Чекање                | Зоран Николић                             | Данијела Милошевић                        | Зоран Николић                       |
| 11. | Ана Петан         | То љубав је           | Григор Копров                             | Душан Бачић                               | Стефан Петановић                    |
| 12. | Никола Борковић   | Изгубљени             | Никола Борковић                           | Никола Борковић                           | Никола Борковић                     |
| 13. | Давид Темелков    | Божија воља           | Давид Темелков                            | Давид Темелков                            | Кристијан Синковић, Давид Темелков  |
| 14. | Лена Ковачевић    | Позови ме             | Лена Ковачевић                            | Виолета Михајловска                       | Махир Сарихоџић                     |
| 15. | Лоренза Лола      | Када жени сломиш срце | Горан Шарац                               | Роберт Пилепић                            | Александар Валенчић                 |
| 16. | Оливер Костић     | Молитва за немогуће   | Милисав Микица Антонић                    | Маја Ковачевић                            | Милисав Микица Антонић              |
| 17. | Анђела Несторовић | Носталгија            | Беба Балашевић                            | Беба Балашевић                            | Марко Парчетић                      |
| 18. | Емил Фетаховић    | Твоје име             | Алмир Ајановић                            | Алмир Ајановић, Ана Оџак                  | Алмир Ајановић                      |

## Награде публике
| Награда               | Награђено дело  | Интерпретатор   |
| --------------------- | --------------- | --------------- |
| Прва награда публике  | После нас       | Борис Режак     |
| Друга награда публике | Слободан човјек | Дадо Топић      |
| Трећа награда публике | Сториа          | Милан Бујаковић |

## Награде стручног жирија
| Награда                | Награђено дело    | Добитник           |
| ---------------------- | ----------------- | ------------------ |
| Најбоља интерпретација | Позови ме         | Лена Ковачевић     |
| Најбоља композиција    | Остат ћу господин | Анте Пецотић       |
| Најбољи текст          | Чекање            | Данијела Милошевић |
| Најбољи аранжман       | Нема назад        | Адис Сирбубало     |

## Остале награде
| Награда                                        | Добитник                               |
| ---------------------------------------------- | -------------------------------------- |
| Награда Накси радија за најбољу песму          | Бојан Маровић (за песму Идем, одлазим) |
| Специјална награда МТС дворане за животно дело | Бети Ђорђевић                          |
| Награда Музика покреће за најбољег дебитанта   | Никола Борковић                        |